# Hiša modrosti
Hiša modrosti (arabsko بَيْت الْحِكْمَة, latinizirano: Bayt al-Ḥikmah), znana tudi kot Velika bagdadska knjižnica, je veljala za glavno javno akademijo in intelektualno središče v Bagdadu iz obdobja Abasidov. V priljubljenih navedbah je delovala kot ena največjih javnih knjižnic na svetu v islamski zlati dobi in je bila ustanovljena bodisi kot knjižnica za zbirke petega abasidskega kalifa Haruna Al Rašida (vladal 786–809) v poznem 8. stoletju ali kot zasebna zbirka drugega abasidskega kalifa Al-Mansurja (vladal 754–775), ki hrani redke knjige in zbirke poezije v arabskem in perzijskem jeziku. Med vladavino sedmega abasidskega kalifa Al Mamuna (vladal 813 – 833 n. št.) je bila spremenjena v javno akademijo in knjižnico.
Končno je bila uničena leta 1258 med mongolskim obleganjem Bagdada. Primarni viri za Hišo modrosti segajo med poznim 8. stol. in 13. stol., in kar je najpomembneje, vključujejo sklicevanja v Ibn Al Nadimovem (um. 995) Al Fihristu.
Nedavno so pripoved o abasidski Hiši modrosti, ki je delovala kot glavno intelektualno središče, univerza in je imela precejšnjo vlogo med prevajalskim gibanjem, nekateri zgodovinarji razumeli kot mit, ki je bil prvotno zgrajen tekom 19. in zgodnjega 20. stoletja s strani orientalistov in si je s svojimi deli propagirala pot v znanstvena in nacionalno usmerjena dela do novejših ponovnih raziskav dokazov.

## Ozadje

### Grško-arabsko prevajalsko gibanje
Hiša modrosti je obstajala kot del velikega prevajalskega gibanja, ki je potekalo v obdobju Abasidov in je prevajalo dela iz grščine in sirščine v arabščino, vendar je malo verjetno, da je Hiša modrosti obstajala kot edino središče takega dela. Kot pomembnejša prevajalska prizadevanja so se v Kairu in Damasku pojavila celo prej kot predlagana ustanovitev Hiše modrosti. To prevajalsko gibanje je dalo zagon številnim izvirnim raziskavam v muslimanskem svetu, ki so imele dostop do besedil iz grških, perzijskih in indijskih virov. Vzpon naprednih raziskav matematike, astronomije, filozofije in medicine je bil začetek arabske znanosti in je spodbudil povpraševanje po več in posodobljenih prevodih.

### Priliv učenjakov
Hiša modrosti je bila mogoča zaradi doslednega toka arabskih, perzijskih in drugih učenjakov islamskega sveta v Bagdad, zaradi položaja mesta kot prestolnice Abasidskega kalifata. To dokazuje veliko število učenjakov, za katere je znano, da so študirali v Bagdadu med 8. in 13. stoletjem, kot so med drugim Al Džahiz, Al-Kindi in Al-Gazali, ki bi vsi prispevali k živahni akademski skupnosti v Bagdadu, ki je ustvaril veliko število pomembnih del, ne glede na obstoj formalne akademije. Področja, na katera so prispevali učenjaki, povezani s Hišo modrosti, med drugim vključujejo filozofijo, matematiko, medicino, astronomijo in optiko. Zgodnje ime knjižnice, Khizanat al-Hikma (dobesedno 'skladišče modrosti'), izhaja iz njene funkcije prostora za shranjevanje redkih knjig in poezije, ki je bila primarna funkcija Hiše modrosti do njenega uničenja. V Hiši modrosti so se vsak dan srečevali pisci, prevajalci, avtorji, znanstveniki, pisarji in drugi za prevajanje, pisanje, pogovor, branje in dialog. V tej hiši so bile prevedene številne knjige in dokumenti, ki pokrivajo več znanstvenih konceptov in filozofskih tem v različnih jezikih.

## Zgodovina

### Začetki in ustanovitev
Skozi 4. do 7. stoletje je bilo znanstveno delo v arabskih jezikih na novo uvedeno ali pa se je nadaljevalo iz helenističnega obdobja. Središča učenja in prenosa klasične modrosti so vključevala fakultete, kot sta Nisibisova šola in kasneje šola v Edesi, ter priznana bolnišnica in medicinska akademija Gondišapur; knjižnice so bile Aleksandrijska knjižnica in cesarska knjižnica v Konstantinoplu; druga središča prevajanja in učenja so delovala v Mervu, Solunu, Nišapurju in Ktezifonu, ki leži južno od tega, kar je kasneje postalo Bagdad.
V času Omajadov je Muavija I. začel zbirati zbirko knjig v Damasku. Nato je ustanovil knjižnico, ki se je imenovala Bayt al-Hikma. V tistem času so muslimanski učenjaki zbirali in prevajali tudi knjige, napisane v grščini, latinščini in perzijščini s področja medicine, alkimije, fizike, matematike, astrologije in drugih disciplin. Omajadi so si od Kitajcev prisvojili tudi tehnike izdelave papirja in se pridružili številnim starodavnim intelektualnim središčem pod svojo vladavino ter zaposlili krščanske in perzijske učenjake za prevajanje del v arabščino in za razvoj novega znanja. To so bili temeljni elementi, ki so neposredno prispevali k razcvetu učenja v arabskem svetu.
Leta 750 je rodbina Abasidov zamenjala Omajade kot vladajočo dinastijo islamskega cesarstva, leta 762 pa je kalif Al Mansur (vladal 754–775) zgradil Bagdad in ga namesto Damaska postavil za svojo prestolnico. Lokacija Bagdada in svetovljansko prebivalstvo sta naredila popolno lokacijo za stabilno trgovsko in intelektualno središče. Abasidska rodbina je bila močno pod vplivom Perzije in je prevzela veliko praks iz Sasanidskega cesarstva - med njimi tudi prevajanje tujih del, le da so bila besedila zdaj prevedena v arabščino. V ta namen je Al Mansur ustanovil palačno knjižnico po vzoru Sasanidske cesarske knjižnice in zagotovil gospodarsko in politično podporo tam delujočim intelektualcem. Povabil je tudi delegacije učenjakov iz Indije in drugih krajev, da delijo svoje znanje matematike in astronomije z novim abasidskim dvorom.
V Abasidskem kalifatu so bila številna tuja dela prevedena v arabščino iz grščine, kitajščine, sanskrta, perzijščine in sirščine. Prevajalsko gibanje je dobilo velik zagon med vladavino kalifa Haruna al Rašida, ki se je tako kot njegov predhodnik osebno zanimal za znanost in poezijo. Prvotno so se besedila nanašala predvsem na medicino, matematiko in astronomijo; toda druge discipline, zlasti filozofija, so kmalu sledile. Al Rašidova knjižnica, neposredna predhodnica Hiše modrosti, je bila znana tudi kot Bayt al-Hikma ali, kot jo je imenoval zgodovinar al-Qifti, Khizanat Kutub al-Hikma (arabsko za 'skladišče knjig modrosti').

### Al-Mamunova vladavina
Pod pokroviteljstvom kalifa Al-Mamuna (vladal 813–833) se je močno povečala gospodarska podpora Hiše modrosti in znanosti na splošno. Al-Mamun se je pod mentorstvom svojega očeta, kalifa Haruna al-Rašida, dobesedno učil Koran na pamet pred očmi vodilnega verskega učenjaka na dvoru. Al-Mamunove napake so bile takoj popravljene. Med muslimanskimi pesniki, znanstveniki in avtorji je bilo običajno, da so se za javna predavanja, ki so se običajno izvajala v mošeji, učili na pamet svojih izvirnih besedil. Zdi se, da je bila ta praksa zakoreninjena v Al-Mamunovih intelektualnih zmožnostih.
Njegova ljubezen do znanosti je bila tako velika, da so govorili, da ima raje znanstvena besedila kot vojni plen. Poleg tega je abasidska družba sama razumela in cenila vrednost znanja, podpora pa je prišla tudi od trgovcev in vojske.[18] Učenjaki in prevajalci so se zlahka preživljali, akademsko življenje pa je kazalo na visok položaj v družbi; znanstveno znanje je veljalo za tako dragoceno, da so knjige in starodavna besedila včasih imeli raje kot vojni plen kot bogastvo. Pravzaprav je Al-Mamun po vojni med Abasidi in Vzhodnim rimskim cesarstvom zahteval Ptolemajev Almagest kot pogoj za mir.
Hiša modrosti je bila veliko več kot akademsko središče, odmaknjeno od širše družbe. Njeni strokovnjaki so opravljali več funkcij v Bagdadu. Učenjaki iz Bayt al-Hikma so običajno delali kot inženirji in arhitekti pri večjih gradbenih projektih, vodili so natančne uradne koledarje in bili javni uslužbenci. Pogosto so bili tudi zdravniki in svetovalci.
Al-Mamun je bil osebno vključen v vsakdanje življenje Hiše modrosti, redno je obiskoval njene učenjake in spraševal o njihovih dejavnostih. Sodeloval bi tudi v akademskih razpravah in razsodil pri njih. Eden od razlogov, zakaj je Al-Mamun ljubil iskanje znanja, naj bi bile njegove sanje. V sanjah naj bi ga obiskal Aristotel, kjer sta se pogovarjala o tem, kaj je dobro. Po navdihu Aristotela je Al-Mamun redno sprožal razprave in seminarje med strokovnjaki v Kalāmu; Kalām je umetnost filozofske razprave, ki jo je Al-Mamun nadaljeval od svojega perzijskega učitelja Ja'farja. Med takšnimi razpravami bi učenjaki razpravljali o svojih temeljnih islamskih prepričanjih in doktrinah v odprtem, intelektualnem ozračju. Pogosto je organiziral skupine modrecev iz Bayt al-Hikme v velike raziskovalne projekte, da bi zadovoljil lastno intelektualno radovednost. Naročil je na primer kartiranje sveta, potrditev podatkov iz Almagesta in odbitje dejanske velikosti Zemlje (glej razdelek o glavnih dejavnostih Hiše). Spodbujal je tudi egiptologijo in osebno sodeloval pri izkopavanjih na piramidah v Gizi. Al-Mamun je zgradil prve astronomske observatorije v Bagdadu, bil pa je tudi prvi vladar, ki je financiral in spremljal napredek velikih raziskovalnih projektov, ki so vključevali skupine učenjakov in znanstvenikov. Na ta način je bil prvi vladar, ki je financiral 'veliko znanost.
Po svojih predhodnikih je Al-Mamun pošiljal odprave učenjakov iz Hiše modrosti, da bi zbirali besedila iz tujih dežel. Pravzaprav je bil eden od direktorjev hiše s tem namenom poslan v Konstantinopel. V tem času je bil Sahl ibn Harun, perzijski pesnik in astrolog, glavni knjižničar Bayt al-Hikme. Hunajn ibn Išak (809–873), arabski nestorijanski krščanski zdravnik in znanstvenik, je bil najbolj produktiven prevajalec, ki je ustvaril 116 del za Arabce. Kot »šejka prevajalcev« ga je kalif zadolžil za prevajanje. Hunajn ibn Išak je prevedel celotno zbirko grških medicinskih knjig, vključno s slavnimi deli Galena in Hipokrata. Sabijec Tabit ibn Kora (826–901) je prevedel tudi velika dela Apolonija, Arhimeda, Evklida in Ptolemeja. Prevodi tega obdobja so bili boljši od prejšnjih, saj je nova abasidska znanstvena tradicija zahtevala vedno boljše prevode, poudarek pa je bil večkrat na vključevanju novih idej v starodavna dela, ki so bila prevedena. Do druge polovice 9. stoletja je bil Al-Mamunov Bayt al-Hikma največje skladišče knjig na svetu in je postal eno največjih središč intelektualne dejavnosti v srednjem veku, ki je pritegnilo najbolj briljantne Arabce in Perzijce. Hiša modrosti je sčasoma pridobila sloves središča učenja, čeprav univerze, kot jih imenujemo sodobno, takrat še niso obstajale – znanje se je prenašalo neposredno od učitelja do študenta brez kakršnega koli institucionalnega okolja. Maktabi (šole) so se začeli razvijati v mestu od 9. stoletja dalje in v 11. stoletju je Nizam Al Mulk ustanovil Al-Nizamijo v Bagdadu, eno prvih visokošolskih ustanov v Iraku.

### Al-Mutavakilova vladavina
Hiša modrosti je cvetela pod Al-Mamunovimi nasledniki Al-Mutasimom (vladal 833–842) in njegovim sinom Al-Vathikom (vladal 842–847), vendar je znatno nazadovala pod vladavino Al-Mutavakilom (vladal 847–861). Čeprav so Al-Mamun, Aal-Mutasim in Al-Vathik sledili sekti Mutazili, ki je podpirala široko razgledanost in znanstveno raziskovanje, je Al-Mutavakil podpiral bolj dobesedno razlago Korana in hadisa. Kalif ni bil zainteresiran za znanost in se je odmaknil od racionalizma, saj je širjenje grške filozofije videl kot protiislamsko.

### Uničenje s strani mongolske vojske
13. februarja 1258 so Mongoli vstopili v mesto kalifov, s čimer so začeli celotedensko ropanje in uničevanje.
Skupaj z vsemi drugimi knjižnicami v Bagdadu je Hišo modrosti uničila Hulegujeva vojska med obleganjem Bagdada. Knjige iz bagdadskih knjižnic so bile vržene v reko Tigris v takšnih količinah, da naj bi reka postala črna od črnila z njihovih strani. Po kroniki iz 16. stoletja o obleganju iz Quṭb al-Dīn al-Nahrawālīja je bilo »v reko Evfrat vrženih toliko knjig, da so oblikovale most, ki bi podpiral človeka na konju«. Po mnenju zgodovinarja Michala Birana je bil ta citat literarni trop, povezan z obleganjem Bagdada in poveličevanjem mongolskega barbarstva. Nasir al-Din al-Tusi je rešil okoli 400.000 rokopisov, ki jih je pred obleganjem odnesel v Maragheh.
Veliko knjig so roparji tudi raztrgali, da so lahko iz usnjenih platnic naredili sandale.

## Pomembni intelektualci
To je seznam pomembnih ljudi, povezanih s Hišo modrosti.
- Abu Ma'shar al-Balkhi (786–886) – vodilni perzijski astrolog na abasidskem dvoru, ki je prevedel Aristotelova dela
- Ibn Rušd ali Averroes (1126–1198) – rojen v islamski Iberiji (današnja Španija), je bil muslimanski filozof, ki je zaslovel s svojim komentarjem o Aristotelu
- Avicena (980–1037) – perzijski filozof in zdravnik, znan po pisanju Kanona medicine, prevladujočega medicinskega besedila v islamskem svetu in Evropi do 19. stoletja
- Al-Gazali (1058–1111) – perzijski teolog, ki je bil avtor Neskladnosti filozofov, ki je izpodbijala filozofe, ki so bili naklonjeni aristotelizmu.
- Muhamad al-Idrisi (1099–1169) – arabski geograf, ki je delal pod Rogerijem II. Sicilskim in prispeval k Zemljevidu sveta
- Muhamad ibn Musa al-Khwarizmi (um. 850) — perzijski polihistor, vodja Hiše modrosti, ustanovitelj algebre, po njem je bila poimenovana beseda "algoritem".
- Al-Kindi († 873) – velja za enega prvih arabskih filozofov, združil je ideologijo Aristotela in Platona
- Maslama al-Majriti (950–1007) – arabski matematik in astronom, ki je prevajal grška besedila
- Hunajn ibn Išak (809–873)—arabski (nestorijanski krščanski) učenjak in filozof, ki je bil postavljen za vodjo Hiše modrosti. V svojem življenju je prevedel več kot 116 spisov mnogih najpomembnejših učenjakov v zgodovini.
- Bratje Banu Musa - izjemni inženirji in matematiki perzijskega porekla
- Sahl ibn Harun († 830) – filozof in polihistor
- Al-Ḥajjāj ibn Yūsuf ibn Maṭar (786–833) – sabejski matematik in prevajalec, ki je bil znan po svojih prevodih Evklidovih del
- Tabit ibn Kora (826–901) – sabski matematik, astronom in prevajalec, ki je reformiral Ptolemajev sistem. Velja za ustanovitelja statike.[54]
- Yusuf al-Khuri (um. 912) — matematik in astronom, ki sta ga brata Banu Musa najela kot prevajalca
- Qusta ibn Luqa (820–912)—matematik in zdravnik, ki je prevajal grška besedila v arabščino
- Abu Bishr Matta ibn Yunus (870–940) — krščanski zdravnik, znanstvenik in prevajalec
- Al-Batrik (796–806) — asirski krščanski astronom in prevajalec
- Yahya ibn Adi (893–974) — sirski jakobitski krščanski filozof, teolog in prevajalec
- Sind ibn Ali (um. 864) – astronom, ki je prevedel in predelal Zij al-Sindhinda
- Al-Džahiz (781–861)—avtor in biolog, znan po Kitāb al-Hayawān in številnih literarnih delih
- Ismail al-Jazari (1136–1206) – fizik in inženir, ki je najbolj znan po svojem delu pri pisanju Knjige znanja o iznajdljivih mehanskih napravah leta 1206
- Omar Hajam (1048–1131) – perzijski pesnik, matematik in astronom, najbolj znan po svoji rešitvi kubičnih enačb